# فدرالیست شماره ۲
فدرالیست شماره ۲ مقاله ای می باشدکه توسط جان جی ، دومین مقاله از مقالات فدرالیست ، مجموعه ای متشکل از ۸۵ مقاله که برای تصویب قانون اساسی ایالات متحده صحبت می کند، نوشته شده است. این مقاله ها که توسط جی، الکساندر همیلتون و جیمز مدیسون نوشته شده‌اند، با اسم مستعار « پوبلیوس » منتشر شده‌اند.  فدرالیست شماره ۲ با اسم " در رابط خطر های نیروی خارجی و نفوذ " در تاریخ ۳۱ اکتبر ۱۷۸۷ به اسم نخستین مقاله از پنج مقاله نوشته شده توسط جی منتشر شد که در آن به مزایای یک دولت یگانه بر تسلط های جداگانه می پردازد. وی به این موضوع می پردازد که چگونه یک کشور تقسیم نگردیده قوانین را با کارایی بیشتر اجرا می نماید، درگیری ها را حل می نماید و محافظت بهتری در برابر تأثیرهای خارجی انجام می دهد. 

## استدلال جی
جی، که با اسم مستعار پوبلیوس می نویسد، استدلال می نمایدکه اتحاد مستحکم ایالت ها بهترین فرصت را برای تحول در قرن های آینده فراهم می نماید. او استدلال نمود که آمریکا متشکل از یک کشور متصل یگانه می باشد و یک دولت فدرال متحد، در برابرکنفدراسیون های تقسیم گردیده، امنیت و رفاه را تضمین می نماید.  جی در حمایت از پذیرفتن قانون اساسی پیشنهادی نوشت که مطلوبیت "یک ملت، تحت یک دولت فدرال" نشان دهنده وضعیت آمریکا به عنوان "یک شهرستان متصل" و "یک مردم متحد" می باشد.  این بیانیه برعکس کننده مرجعی می باشد که در مکان های دیگر مدارک های فدرالیست (مثلاً در فدرالیست شماره ۴۶ مدیسون و فدرالیست شماره ۹ همیلتون  که بر وحدت اساسی ایالت ها تأکید می کند، منبع نهایی قدرت قانون اساسی را در مردم قرار می دهد. و ۹ در ایالت ها،   به ازای اینکه صرفاً یکی کردن ایالت ها باشد، دلبستگی مشترک مردم را به آمریکا به نام یک ملت توصیه می کند.
سنفورد لوینسون یادآوری می نمایدکه فدرالیست شماره ۲ جی به این ادعای ضد فدرالیستی جواب می دهد که ایالت ها آنقدر متنوع و متفاوت هستند که نمی توانند قسمتی از همان دولت مرکزی قوی باشند. 